# Acacia alleniana
Acacia alleniana — вид квіткових рослин з родини бобових, що зростає в Австралії: пн. Північна територія, пн.-зх. Квінсленд. Росте на пагорбах і схилах пісковику, що росте в скелетних піщаних ґрунтах. Це відкритий кущ або дерево з тонкими гілочками, ниткоподібними філодіями (черешки, що виконують фотосинтетичну функцію) та жовтими квітками, розташованими в пазухах філодіїв у від 2 до 6 кулястих квіткових головах, і з тонкими шкірястими стручками до 150 мм завдовжки.

## Морфологічний опис
Acacia alleniana — це відкритий кущ або дерево, яке зазвичай досягає висоти ≈ 5 м і має голі, темно-червонувато-коричневі гілочки й іноді пониклі гілки. Філодії ниткоподібні, від циліндричних до чотирикутних у поперечному перерізі, 120–240 × 0.5–0.8 мм. Квітки — у 2–6 більш-менш кулястих головок діаметром 6–13 мм на квітконосах довжиною 6–13 мм, у кожній головці близько 35 жовтих квіток. Цвітіння відбувається з лютого по квітень. Стручки лінійні, до 15 мм завдовжки, 2.0–2.5 мм завширшки, підняті над насінням. Насіння коричневе, від довгастого до еліптичного, 4.0–5.5 мм завдовжки.